# Schoeniophylax
Schoeniophylax is een geslacht van zangvogels uit de familie ovenvogels (Furnariidae).

## Soorten
Het geslacht kent de volgende soort:
- Schoeniophylax phryganophilus – Witwangstekelstaart